# James Weisgerber
James Vernon Weisgerber (ur. 1 maja 1938 w Vibank) – kanadyjski duchowny katolicki, arcybiskup Winnipeg w latach 2000-2013.

## Życiorys

### Prezbiterat
Studiował filozofię i teologię na Uniwersytecie św. Pawła w Ottawie i uzyskał z tych dziedzin tytuł licencjata.
Święcenia kapłańskie otrzymał 1 czerwca 1963. Był m.in. dyrektorem duszpasterskim archidiecezji Regina i sekretarzem generalnym Konferencji Episkopatu Kanady (1990-1996).

### Episkopat
7 marca 1996 został mianowany biskupem diecezji Saskatoon. Sakry biskupiej udzielił mu 3 maja 1996 abp Peter Joseph Mallon.
7 czerwca 2000 papież Jan Paweł II mianował go arcybiskupem Winnipeg. Ingres odbył 24 sierpnia 2000. Na emeryturę przeszedł 28 października 2013.
W latach 2005–2007 był wiceprzewodniczącym Konferencji Episkopatu Kanady, a w latach 2007–2009 przewodniczącym tejże konferencji.